# شيلي دونكان
شيلي دونكان (بالإنجليزية: Shelley Duncan)‏ هو لاعب كرة قاعدة أمريكي، ولد في 29 سبتمبر 1979 في توسان في الولايات المتحدة.

## وصلات خارجية
- شيلي دونكان على موقع دوري كرة القاعدة الرئيسي (الإنجليزية)
- شيلي دونكان على موقعبيزبول رفرنس.كوم (الدوري الرئيسي) (الإنجليزية)
- شيلي دونكان على موقعبيزبول رفرنس.كوم (الدوري الثانوي) (الإنجليزية)
- شيلي دونكان على موقع إي إس بي إن.كوم (أم.أل.بي) (الإنجليزية)
- شيلي دونكان على موقع مشجعي الرسوم البيانية (الإنجليزية)